# Bassus reductus
Bassus reductus är en stekelart som beskrevs av Van Achterberg 1990. Bassus reductus ingår i släktet Bassus och familjen bracksteklar. Inga underarter finns listade.